# Evrovizijska Melodija 2020
Die 22. Evrovizijska Melodija (EMA) (oder EMA Evrovizija) war der slowenische Vorentscheid für den Eurovision Song Contest 2020 in Rotterdam (Niederlande) und fand am 22. Februar 2020 statt. Ana Soklič gewann mit ihrem Lied Voda.

## Format

### Konzept
Am 1. August 2019 veröffentlichte die öffentlich-rechtliche Rundfunkanstalt Radiotelevizija Slovenija (RTV SLO) die Fortsetzung des Evrovizijska Melodija. Der Sender präsentierte eine Neuerung im Vorentscheidungkonzept. So veranstaltete der Sender unter dem Titel EMA Freš eine Sendung, in der zwei Wildcards für das Finale an bisher unbekannte Künstler vergeben wurden. Der Komiker Klemen Slakonja wird die Sendung moderieren.

### Beitragswahl
Vom 1. August 2019 bis zum 18. November 2019 konnten Beiträge bei RTV SLO eingereicht werden. Dies galt für Künstler, die bis einschließlich 1. Februar 2020 bereits drei Lieder veröffentlicht hatten. Die Interpreten und deren Lieder am 20. Dezember 2019 veröffentlicht.
Eine dreiköpfige Jury, bestehend aus der Sängerin Raiven, der Verlagschefin von ZKP RTVS, Mojca Menart, und der verantwortliche Musikredakteur des Sender VAL 202, Jernej Vene, wählten aus allen 74 Einsendungen zehn Interpreten aus.

## Teilnehmer
Am 20. Dezember 2019 um 15 Uhr (MEZ) stellte RTV SLO zehn der insgesamt 12 Interpreten des Vorentscheides vor. Die verbleiben zwei Kandidaten Saška und Parvani Violet wurden über EMA Freš bestimmt. Die Sängerin Tinkara Kovač wird nach 2014 wieder zum Wettbewerb zurückkehren. Damals gewann sie den Vorentscheid und vertrat Slowenien beim Eurovision Song Contest 2014 in Kopenhagen (Dänemark). Die Sängerin Lina Kuduzović vertrat Slowenien bereits 2015 beim Junior Eurovision Song Contest. Dort belegte sie den dritten Platz und holte damit das beste Ergebnis bis heute für Slowenien in einer Song Contest Ausgabe.

## Finale
Das Finale des Evrovizijska Melodija 2020 fand am 22. Februar 2020 um 20:00 Uhr (MEZ) statt. Es bestand aus zwei Runden. In der ersten Runde präsentierten alle 12 Teilnehmer ihre Lieder. Im Anschluss bestimmte eine dreiköpfige Jury, bestehend aus Maja Keuc, Darja Švajger und Nuša Derenda, dass Ana Soklič und Lina Kuduzović sich für das Superfinale qualifiziert haben. Dort traten die beiden Interpretinnen ein weiteres Mal auf. Im Superfinale, in dem ausschließlich die Zuschauer abstimmten, setzte sich mit knapp 54 Prozent der abgegebenen Zuschauerstimmen durch. Der Komiker Klemen Slakonja führte durch die Sendung.
| Platz | Startnr. | Interpret            | Lied Musik (M) und Text (T)                                                                                           | Sprache    | Übersetzung (Inoffiziell)                    |
| ----- | -------- | -------------------- | --- | ---------- | -------------------------------------------- |
| 01.   | 04       | Ana Soklič           | Voda M: Ana Soklič, Bojan Simončič; T: Ana Soklič                                                                     | Slowenisch | Wasser                                       |
| 02.   | 12       | Lina Kuduzović       | Man Like U M/T: Lina Kuduzović                                                                                        | Englisch   | Mann wie Du                                  |
| 03.   | 09       | Parvani Violet       | Cupid M: Veronika Steiner, Anže Zaveršnik, Aljaž Šumej, Florjan Ajdnik, Jaka Jeršič, Anže Lečnik; T: Veronika Steiner | Englisch   | –                                            |
| 04.   | 01       | Simon Vadnjal        | Nisi Sam M: Kevin Koradin, Clifford Goilo; T: Simon Vadnjal                                                           | Slowenisch | Du bist nicht allein                         |
| 04.   | 02       | Saška                | Še kar lovim tvoj nasmeh M/T: Jure Skaza, Matic Mlakar                                                                | Slowenisch | Ich bin immer noch hinter deinem Lächeln her |
| 04.   | 07       | Tinkara Kovač        | Forever M: Aleš Klinar; T: Anja Rupel                                                                                 | Englisch   | Für immer                                    |
| 07.   | 03       | Gaja Prestor         | Verjamem Vase M: Žan Serčič; T: Gaja Prestor, Žan Serčič                                                              | Slowenisch | Ich glaube an dich                           |
| 07.   | 05       | Inmate               | The Salt M: Andrej Bezjak, Marko Duplišak, Miha Oblišsar, Jure Grundnik; T: Andrej Bezjak, Marko Duplišak             | Englisch   | Das Salz                                     |
| 07.   | 10       | Klara Jazbec         | Stop The World M: Ed Fisher; T: Ani Cordero, Klara Jazbec                                                             | Englisch   | Stopp die Welt                               |
| 10.   | 06       | Manca Berlec         | Večnost M: Patrik Šimenc, Manca Berlec                                                                                | Slowenisch | Ewigkeit                                     |
| 11.   | 11       | Imset                | Femme Fatale M: Jaka Peterka, Dejan Macura, Blaž Horvat, Jaka Ažman, Matej Pečaver; T: Ron Lunaček                    | Slowenisch | Femme fatale                                 |
| 12.   | 08       | Božidar Wolfand Wolf | Maybe Someday M: Grigor Koprov; T: Božidar Wolfand Wolf, Helena B. Wolfand                                            | Englisch   | Vielleicht eines Tages                       |

 Kandidat hat sich für das Super-Finale qualifiziert.

### Superfinale
| Platz | Startnr. | Interpret      | Lied Musik (M) und Text (T)                       | Zuschauerstimmen (Televoting & SMS) | Zuschauerstimmen (Televoting & SMS) |
| Platz | Startnr. | Interpret      | Lied Musik (M) und Text (T)                       | Stimmen                             | %                                   |
| ----- | -------- | -------------- | ------------------------------------------------- | ----------------------------------- | ----------------------------------- |
| 1.    | 1        | Ana Soklič     | Voda M: Ana Soklič, Bojan Simončič; T: Ana Soklič | 5.035                               | 53,54 %                             |
| 2.    | 2        | Lina Kuduzović | Man Like U M/T: Lina Kuduzović                    | 4.369                               | 46,46 %                             |

## EMA Freš
Unter dem Titel EMA Freš veranstaltete RTV SLO erstmals einen Internet-Vorentscheid bei dem junge Interpreten die Möglichkeit hatten, einen Startplatz bei EMA 2020 zu erhalten. Dazu mussten potenzielle Kandidaten ein einminütiges Bewerbungsvideo einreichen. Der Vorentscheid richtet sich an unter 26-jährige, die bisher nicht mehr als drei Lieder veröffentlicht haben. Der Einsendeschluss war der 19. September 2019. RTV SLO wird die eingereichten Beiträge ab dem 4. November 2019 auf ihrer Website und den Social-Media-Kanälen des Senders veröffentlichen, sodass die Zuschauer binnen fünf Wochen einen Sieger bestimmen können.
Der Auswahlprozess wurde über mehrere Runden fortgeführt und dauerte etwa fünf Wochen. Jede Woche wurden von Montag bis Mittwoch zwischen 10 und 20 Uhr (MEZ) insgesamt sechs Interpreten und deren Liedern vorgestellt, jeden Tag also zwei. Diese traten in Duellen gegeneinander an und die Zuschauer entschieden über den Gewinner der drei Duelle. Die Gewinner qualifizierten sich für ein Wochenfinale am Freitag, in dem die Zuschauer und eine Jury zwei Gewinner bestimmen konnte. Somit qualifizierten sich in den ersten drei Wochen des EMA Freš sechs Interpreten für das Finale. Die 12 Interpreten, die sich bisher nicht für das Finale qualifizierten, traten in einer zweiten, zweiwöchigen Runde nach dem gleichen Verfahren wie in der ersten Runde gegeneinander an. Somit qualifizierten sich weitere vier Interpreten für das Finale, sodass im Finale insgesamt zehn Interpreten antraten. Die beiden Gewinner des Finals erhielten eine Wildcard für EMA 2020.
Am 21. Oktober 2019 stellte RTV SLO die Teilnehmer und deren Lieder vor.

### Erste Woche
| Erste Runde | Erste Runde | Erste Runde | Erste Runde           | Erste Runde                                                                        | Erste Runde | Erste Runde                        |
| Duell       | Datum       | Startnr.    | Interpret             | Lied Musik (M) und Text (T)                                                        | Sprache     | Übersetzung (Inoffiziell)          |
| ----------- | ----------- | ----------- | --------------------- | ---------------------------------------------------------------------------------- | ----------- | ---------------------------------- |
| 1           | 4. November | 1           | Stella                | Ne vem, če sem v redu M/T: Špela Jezovšek                                          | Slowenisch  | Ich weiß nicht, ob es mir gut geht |
| 1           | 4. November | 2           | Pia Nina              | Tukaj in zdaj M: Pia Nina Stružnik Štefe, Jerney Kržič; T: Pia Nina Stružnik Štefe | Slowenisch  | Hier und jetzt                     |
|             |             |             |                       |                                                                                    |             |                                    |
| 2           | 5. November | 1           | Soulution             | Bil bom s teboj                                                                    | Slowenisch  | Ich werde bei dir sein             |
| 2           | 5. November | 2           | Younite               | The Cure M: Jakob Zlatinšek; T: Pija Lucija Kralj                                  | Englisch    | Die Heilung                        |
|             |             |             |                       |                                                                                    |             |                                    |
| 3           | 6. November | 1           | Astrid in Avantgarden | Sing To Me M: Astrid Ana Kljun, Janez Hace, Martin Štibernik; T: Astrid Ana Kljun  | Englisch    | Sing für mich                      |
| 3           | 6. November | 2           | Martina               | Pleši                                                                              | Slowenisch  | Tanz                               |

| Wochenfinale | Wochenfinale | Wochenfinale | Wochenfinale | Wochenfinale                                      | Wochenfinale | Wochenfinale                       |
| Duell        | Datum        | Startnr.     | Interpret    | Lied Musik (M) und Text (T)                       | Sprache      | Übersetzung (Inoffiziell)          |
| ------------ | ------------ | ------------ | ------------ | ------------------------------------------------- | ------------ | ---------------------------------- |
| 1            | 8. November  | 1            | Stella       | Ne vem, če sem v redu M/T: Špela Jezovšek         | Slowenisch   | Ich weiß nicht, ob es mir gut geht |
| 1            | 8. November  | 2            | Younite      | The Cure M: Jakob Zlatinšek; T: Pija Lucija Kralj | Englisch     | Die Heilung                        |
| 1            | 8. November  | 3            | Martina      | Pleši                                             | Slowenisch   | Tanz                               |

 Kandidat hat sich für das Finale qualifiziert.
 Kandidat hat sich für das Wochenfinale qualifiziert.

### Zweite Woche
| Erste Runde | Erste Runde  | Erste Runde | Erste Runde    | Erste Runde | Erste Runde          | Erste Runde               |
| Duell       | Datum        | Startnr.    | Interpret      | Lied Musik (M) und Text (T)                                                                                           | Sprache              | Übersetzung (Inoffiziell) |
| ----------- | ------------ | ----------- | -------------- | --- | -------------------- | ------------------------- |
| 1           | 11. November | 1           | Klarity        | Diham M: Klara Klasinc Brglez, Primož Jurendić, Niki Kozoderc; T: Klara Klasinc Brglez                                | Slowenisch           | Ich atme                  |
| 1           | 11. November | 2           | Tilen Lotrič   | Jaz in ti | Slowenisch           | Ich und du                |
|             |              |             |                | |                      |                           |
| 2           | 12. November | 1           | Marko Škof     | Hočem da je vse kot prej                                                                                              | Slowenisch           | Ich will alles wie vorher |
| 2           | 12. November | 2           | Petra Ceglar   | Srce naglas | Slowenisch           | Herz und laut             |
|             |              |             |                | |                      |                           |
| 3           | 13. November | 1           | Parvani Violet | Cupid M: Veronika Steiner, Anže Zaveršnik, Aljaž Šumej, Florjan Ajdnik, Jaka Jeršič, ANŽE Lečnik; T: Veronika Steiner | Englisch             | –                         |
| 3           | 13. November | 2           | Sara Petešič   | Sanjaj/Dream | Slowenisch, Englisch | –                         |

| Wochenfinale | Wochenfinale | Wochenfinale | Wochenfinale   | Wochenfinale | Wochenfinale | Wochenfinale              |
| Duell        | Datum        | Startnr.     | Interpret      | Lied Musik (M) und Text (T)                                                                                           | Sprache      | Übersetzung (Inoffiziell) |
| ------------ | ------------ | ------------ | -------------- | --- | ------------ | ------------------------- |
| 1            | 15. November | 1            | Klarity        | Diham M: Klara Klasinc Brglez, Primož Jurendić, Niki Kozoderc; T: Klara Klasinc Brglez                                | Slowenisch   | Ich atme                  |
| 1            | 15. November | 2            | Petra Ceglar   | Srce naglas | Slowenisch   | Herz und laut             |
| 1            | 15. November | 3            | Parvani Violet | Cupid M: Veronika Steiner, Anže Zaveršnik, Aljaž Šumej, Florjan Ajdnik, Jaka Jeršič, ANŽE Lečnik; T: Veronika Steiner | Englisch     | –                         |

 Kandidat hat sich für das Finale qualifiziert.
 Kandidat hat sich für das Wochenfinale qualifiziert.

### Dritte Woche
| Erste Runde | Erste Runde  | Erste Runde | Erste Runde     | Erste Runde                                                       | Erste Runde | Erste Runde                                  |
| Duell       | Datum        | Startnr.    | Interpret       | Lied Musik (M) und Text (T)                                       | Sprache     | Übersetzung (Inoffiziell)                    |
| ----------- | ------------ | ----------- | --------------- | ----------------------------------------------------------------- | ----------- | -------------------------------------------- |
| 1           | 18. November | 1           | Saška           | Še kar lovim tvoj nasmeh M/T: Jure Skaza, Matic Mlakar            | Slowenisch  | Ich bin immer noch hinter deinem Lächeln her |
| 1           | 18. November | 2           | Ljudmila Frelih | Vztrajaj, ker je vredno                                           | Slowenisch  | Bestehe darauf, weil es sich lohnt           |
|             |              |             |                 |                                                                   |             |                                              |
| 2           | 19. November | 1           | Alfirev         | Črno bela lika M: Patrik Šimenc, Žan Vončina; T: Tia Alfirev      | Slowenisch  | Schwarz-Weiß-Charakter                       |
| 2           | 19. November | 2           | Nuša Pliberšek  | Življenje je čarovnija                                            | Slowenisch  | Das Leben ist Magie                          |
|             |              |             |                 |                                                                   |             |                                              |
| 3           | 20. November | 1           | Marmoris        | Moj pristan M: Matic Skok, Blaž Horvat; T: Matic Skok, Andraž Kos | Slowenisch  | Mein Hafen                                   |
| 3           | 20. November | 2           | Lana Hrvatin    | Dream M: Lana Hrvatin; T: Enej Žagar                              | Englisch    | Traum                                        |

| Wochenfinale | Wochenfinale | Wochenfinale | Wochenfinale   | Wochenfinale                                                      | Wochenfinale | Wochenfinale                                 |
| Duell        | Datum        | Startnr.     | Interpret      | Lied Musik (M) und Text (T)                                       | Sprache      | Übersetzung (Inoffiziell)                    |
| ------------ | ------------ | ------------ | -------------- | ----------------------------------------------------------------- | ------------ | -------------------------------------------- |
| 1            | 22. November | 1            | Saška          | Še kar lovim tvoj nasmeh M/T: Jure Skaza, Matic Mlakar            | Slowenisch   | Ich bin immer noch hinter deinem Lächeln her |
| 1            | 22. November | 2            | Nuša Pliberšek | Življenje je čarovnija                                            | Slowenisch   | Das Leben ist Magie                          |
| 1            | 22. November | 3            | Marmoris       | Moj pristan M: Matic Skok, Blaž Horvat; T: Matic Skok, Andraž Kos | Slowenisch   | Mein Hafen                                   |

 Kandidat hat sich für das Finale qualifiziert.
 Kandidat hat sich für das Wochenfinale qualifiziert.

### Vierte Woche
| Erste Runde | Erste Runde  | Erste Runde | Erste Runde    | Erste Runde                                                                        | Erste Runde          | Erste Runde               |
| Duell       | Datum        | Startnr.    | Interpret      | Lied Musik (M) und Text (T)                                                        | Sprache              | Übersetzung (Inoffiziell) |
| ----------- | ------------ | ----------- | -------------- | ---------------------------------------------------------------------------------- | -------------------- | ------------------------- |
| 1           | 25. November | 1           | Pia Nina       | Tukaj in zdaj M: Pia Nina Stružnik Štefe, Jerney Kržič; T: Pia Nina Stružnik Štefe | Slowenisch           | Hier und jetzt            |
| 1           | 25. November | 2           | Sara Petešič   | Sanjaj/Dream                                                                       | Slowenisch, Englisch | –                         |
|             |              |             |                |                                                                                    |                      |                           |
| 2           | 26. November | 1           | Marko Škof     | Hočem da je vse kot prej                                                           | Slowenisch           | Ich will alles wie vorher |
| 2           | 26. November | 2           | Nuša Pliberšek | Življenje je čarovnija                                                             | Slowenisch           | Das Leben ist Magie       |
|             |              |             |                |                                                                                    |                      |                           |
| 3           | 27. November | 1           | Alfirev        | Črno bela lika M: Patrik Šimenc, Žan Vončina; T: Tia Alfirev                       | Slowenisch           | Schwarz-Weiß-Charakter    |
| 3           | 27. November | 2           | Soulution      | Bil bom s teboj                                                                    | Slowenisch           | Ich werde bei dir sein    |

| Wochenfinale | Wochenfinale | Wochenfinale | Wochenfinale   | Wochenfinale                                                                       | Wochenfinale | Wochenfinale              |
| Duell        | Datum        | Startnr.     | Interpret      | Lied Musik (M) und Text (T)                                                        | Sprache      | Übersetzung (Inoffiziell) |
| ------------ | ------------ | ------------ | -------------- | ---------------------------------------------------------------------------------- | ------------ | ------------------------- |
| 1            | 29. November | 1            | Pia Nina       | Tukaj in zdaj M: Pia Nina Stružnik Štefe, Jerney Kržič; T: Pia Nina Stružnik Štefe | Slowenisch   | Hier und jetzt            |
| 1            | 29. November | 2            | Nuša Pliberšek | Življenje je čarovnija                                                             | Slowenisch   | Das Leben ist Magie       |
| 1            | 29. November | 3            | Alfirev        | Črno bela lika M: Patrik Šimenc, Žan Vončina; T: Tia Alfirev                       | Slowenisch   | Schwarz-Weiß-Charakter    |

 Kandidat hat sich für das Finale qualifiziert.
 Kandidat hat sich für das Wochenfinale qualifiziert.

### Fünfte Woche
| Erste Runde | Erste Runde | Erste Runde | Erste Runde           | Erste Runde                                                                       | Erste Runde | Erste Runde                        |
| Duell       | Datum       | Startnr.    | Interpret             | Lied Musik (M) und Text (T)                                                       | Sprache     | Übersetzung (Inoffiziell)          |
| ----------- | ----------- | ----------- | --------------------- | --------------------------------------------------------------------------------- | ----------- | ---------------------------------- |
| 1           | 2. Dezember | 1           | Lana Hrvatin          | Dream M: Lana Hrvatin; T: Enej Žagar                                              | Englisch    | Traum                              |
| 1           | 2. Dezember | 2           | Martina               | Pleši                                                                             | Slowenisch  | Tanz                               |
|             |             |             |                       |                                                                                   |             |                                    |
| 2           | 3. Dezember | 1           | Astrid in Avantgarden | Sing To Me M: Astrid Ana Kljun, Janez Hace, Martin Štibernik; T: Astrid Ana Kljun | Englisch    | Sing für mich                      |
| 2           | 3. Dezember | 2           | Petra Ceglar          | Srce naglas                                                                       | Slowenisch  | Herz und laut                      |
|             |             |             |                       |                                                                                   |             |                                    |
| 3           | 4. Dezember | 1           | Ljudmila Frelih       | Vztrajaj, ker je vredno                                                           | Slowenisch  | Bestehe darauf, weil es sich lohnt |
| 3           | 4. Dezember | 2           | Tilen Lotrič          | Jaz in ti                                                                         | Slowenisch  | Ich und du                         |

| Wochenfinale | Wochenfinale | Wochenfinale | Wochenfinale          | Wochenfinale                                                                      | Wochenfinale | Wochenfinale              |
| Duell        | Datum        | Startnr.     | Interpret             | Lied Musik (M) und Text (T)                                                       | Sprache      | Übersetzung (Inoffiziell) |
| ------------ | ------------ | ------------ | --------------------- | --------------------------------------------------------------------------------- | ------------ | ------------------------- |
| 1            | 6. Dezember  | 1            | Lana Hrvatin          | Dream M: Lana Hrvatin; T: Enej Žagar                                              | Englisch     | Traum                     |
| 1            | 6. Dezember  | 2            | Astrid in Avantgarden | Sing To Me M: Astrid Ana Kljun, Janez Hace, Martin Štibernik; T: Astrid Ana Kljun | Englisch     | Sing für mich             |
| 1            | 6. Dezember  | 3            | Tilen Lotrič          | Jaz in ti                                                                         | Slowenisch   | Ich und du                |

 Kandidat hat sich für das Finale qualifiziert.
 Kandidat hat sich für das Wochenfinale qualifiziert.

### Finale
Das Finale fand am 18. Januar 2020 um 20:00 Uhr (MEZ) statt. Die Sendung wurde auf TV SLO 1 übertragen. Die Zuschauer und eine dreiköpfige Jury wählten jeweils einen Interpreten aus. Saška und Parvani Violet gewannen und erhalten einen Startplatz im Finale von Evrovizijska Melodija. Maja Pinterič und Bojan Cvjetićanin führten durch die Sendung.
| Startnr. | Interpret             | Lied Musik (M) und Text (T)                                                                                           | Sprache    | Übersetzung (Inoffiziell)                    | Jury Platz | Zuschauer                  | Zuschauer |
| Startnr. | Interpret             | Lied Musik (M) und Text (T)                                                                                           | Sprache    | Übersetzung (Inoffiziell)                    | Jury Platz | Stimmen (Televoting & SMS) | Platz     |
| -------- | --------------------- | --- | ---------- | -------------------------------------------- | ---------- | -------------------------- | --------- |
| 01       | Stella                | Ne vem, če sem v redu M/T: Špela Jezovšek                                                                             | Slowenisch | Ich weiß nicht, ob es mir gut geht           | 09.        | 588                        | 02.       |
| 02       | Younite               | The Cure M: Jakob Zlatinšek; T: Pija Lucija Kralj                                                                     | Englisch   | Die Heilung                                  | 04.        | 417                        | 07.       |
| 03       | Alfirev               | Črno bela lika M: Patrik Šimenc, Žan Vončina; T: Tia Alfirev                                                          | Slowenisch | Schwarz-Weiß-Charakter                       | 06.        | 461                        | 06.       |
| 04       | Klarity               | Diham M: Klara Klasinc Brglez, Primož Jurendić, Niki Kozoderc; T: Klara Klasinc Brglez                                | Slowenisch | Ich atme                                     | 08.        | 474                        | 5.        |
| 05       | Marmoris              | Moj pristan M: Matic Skok, Blaž Horvat; T: Matic Skok, Andraž Kos                                                     | Slowenisch | Mein Hafen                                   | 10.        | 464                        | 5.        |
| 06       | Saška                 | Še kar lovim tvoj nasmeh M/T: Jure Skaza, Matic Mlakar                                                                | Slowenisch | Ich bin immer noch hinter deinem Lächeln her | 5.         | 684                        | 1.        |
| 07       | Pia Nina              | Tukaj in zdaj M: Pia Nina Stružnik Štefe, Jerney Kržič; T: Pia Nina Stružnik Štefe                                    | Slowenisch | Hier und jetzt                               | 3.         | 154                        | 10.       |
| 08       | Lana Hrvatin          | Dream M: Lana Hrvatin; T: Enej Žagar                                                                                  | Englisch   | Traum                                        | 07.        | 211                        | 09.       |
| 09       | Parvani Violet        | Cupid M: Veronika Steiner, Anže Zaveršnik, Aljaž Šumej, Florjan Ajdnik, Jaka Jeršič, Anže Lečnik; T: Veronika Steiner | Englisch   | –                                            | 01.        | 570                        | 03.       |
| 10       | Astrid in Avantgarden | Sing To Me M: Astrid Ana Kljun, Janez Hace, Martin Štibernik; T: Astrid Ana Kljun                                     | Englisch   | Sing für mich                                | 02.        | 285                        | 08.       |

 Kandidat hat sich per Juryvoting für das Finale qualifiziert.
 Kandidat hat sich per Televoting für das Finale qualifiziert.